# Lee (Floride)
Pour les articles homonymes, voir Lee.
Pour les articles homonymes, voir Lee.
Lee est une ville américaine située dans le comté de Madison en Floride. Elle fait partie de la région de Big Bend.

## Démographie
| 1920 | 1930 | 1940 | 1950 | 1960 | 1970 |
| ---- | ---- | ---- | ---- | ---- | ---- |
| 199  | 185  | 258  | 228  | 243  | 240  |

| 1980 | 1990 | 2000 | 2010 | - | - |
| ---- | ---- | ---- | ---- | - | - |
| 297  | 306  | 352  | 352  | - | - |

Selon le recensement de 2010, Lee compte 352 habitants. La municipalité s'étend sur 2,40 milles carrés (6,22 km2).